# Trevillac
Trevillac (en occità és Trevilhac i el topònim oficial en francès, Trévillach) és un municipi de la comarca de la Fenolleda, al departament dels Pirineus Orientals.

## El poble
El poble de Trevillac es troba a 530 m d'altitud, a l'esquerra de la ribera de la Cabrerissa, a llevant del terme, sota el coll de les colomines, format per un agrupament de cases presidit per l'església parroquial de Sant Martí de Trevillac (esmentada des del 1356 com a eccl. S. Martini de Trivilacho), senzill edifici amb campanar d'espadanya.

## El Terme
El terme municipal de Trevillac, de 17,24 km² d'extensió, es troba a l'extrem meridional de la Fenolleda, a la zona de llengua catalana (de transició vers l'occità) de la comarca, en contacte amb el Conflent, format per dos sectors ben diferenciats, el de llevant, tributari de la Tet a través de la ribera de la Craberissa, on hi ha el poble de Trevillac, que dona nom al municipi i agrupa tota la població, i el de ponent, tributari de l'Aglí a través de l'Adasig (límit NW del terme), on hi ha restes dels antics llocs i castells de Sequera i Rocaverd. Limita amb els termes de Camposí (W), Sornià i Prats de Sornià (NW), Pesillà de Conflent i Trillà (N), Caramany (NE), Montalbà del Castell (E), tots de la Fenolleda, i els de Tarerac i Rodés (S), del Conflent. Travessa el terme la carretera D-2, procedent d'Illa, que s'uneix, a l'extrem de ponent, amb la D-619, que uneix Sant Pau de Fenollet amb Prada; del coll de les Alzines, al centre del territori, deriva la D-13, que va vers Tarerac i Vinçà.

## El territori
El territori és accidentat al N pels vessants del llarg sinclinal enlairat de Boissavila, la cresta esquistosa i que sobrepassa els 800 m d'altitud, que va del serrat de l'Albesa al serrat d'Espinet i a la Roca Roja, que separen les conques de la tet i de l'Aglí; els vessants són erosionats per una sèrie de comals que baixen cap els recs de la Fung (a l'est) i de la Repana (a l'oest), separats pel coll de les alzines. Al peu d'aquests esquists, en una vora de calcaris marmoritzats, prop d'aquest coll, hi ha pedreres abandonades; és la Zona del Roc Blanc, de la Trofera, del Cascallar, damunt mateix del poble. El sud del terme és constituït per granits molt erosionats, transformats en arena granítica, pertanyents al gran massís del Queragut-Millars, on s'han desenvolupat alvèols com l'altiplà dominat per l'antic lloc de Sequera. Aquest massís granític, de la zona axil·la pirinenca, és separat del sinclinal de Boissavila per una gran falla que va del Roc Blanc a Trevillac. La zona calcària té garriga, matolls i claps d'alzines; a la zona granítica, les vinyes s'intercalen entre matolls i brolles. hi ha un petit repoblament forestal. El límit meridional amb Tarerac també s'alça fins a gairebé 800 m al roc de Cisterna.
Prospeccions mineres han revelat l'existència de filons d'urani (òxid d'urani).

## L'agricultura
La superfície agrícola es limita a 319 ha (en una trentena d'explotacions), amb predomini absolut de la vinya (unes prop de tres-centes ha de les quals hi cinc parts de denominació d'origen controlada i la sisena part d'altres vins), i, a més, prop una vintena de farratges, 5 de cereals, 3 d'hortalisses i petites mostres d'arbres fruiters. Com a la majoria dels pobles de la Fenolleda hi ha una petita cooperativa vinícola amb 20.000 hl de capacitat. Durant molt de temps, juntament amb el veí poble de Montalbà elaborava mistela per compte d'una casa de Tuïr.

## Història
Trevillac és documentat el 1026 com a límit de Sequera (Trivilanum), forma que evoca un antic domini gal·loromà. A la fi del segle xiv i, sens dubte, ja abans, el lloc es trobava inclòs (alhora que el castell de Rocaverd, Sequera i Prats de Sornià) dins la baronia de Rebollet, que posseïa la família Perapertusa. Bernat Berenguer de Perapertusa, fill de Guillem, fou nomenat guardià dels ports i les costes de Rosselló (1396) pel rei Martí l'Humà, i es casà el 1401 amb Constança de Perellós; tingué per successors vers el 1413 el seu fill Guillem (mort el 1432) i Bernat Berenguer (mort el 1435). Gastó de Perapertusa, fill del darrer, heretà el 1459 la baronia de Jóc, antic feu dels Perellós. Les baronies de Rebollet i de Jóc es mantingueren en mans dels seus descendents, amb alternances de confiscacions i restitucions -segons les guerres franco-espanyoles- fins a la fi de l'Antic Règim.
Presidint l'altiplà que domina el sector de ponent l'antic lloc de Sequera o Saquera, despoblat relativament l'últim quart de segle xx, vora les restes de l'antic castell de Sequera, granja fortificada amb elements arquitectònics dels segles XII/XIII. El 1002, Seguí llegava el seu alou de Palmes i Sacchera al monestir de Sant Miquel de Cuixà però l'usdefruit a la seva muller Adelaida i al seu germà Seguer. Segons la butlla del papa Sergi IV a favor de Cuixà (1011) aquest monestir posseïa des d'abans un alou a Palmes i a Sequera 8alodem de villa Saccaria). L'església de Sequera, que havia estat seu d'un priorat, es remunta al segle xii.
Dins el territori de Trevillac s'han trobat algunes coves amb restes d'habitatges d'època prehistòrica (prop de Rocaverd). Hi ha un dolmen en ruïna dit de la mort de l'Egasser (molló trifini de Trevillac, Campossí i Tarerac). Un oppidum, del tipus d'esperó barrat, dit el Tarter del Moro, ha donat alguns elements datables de la primera edat del ferro.

## Geografia

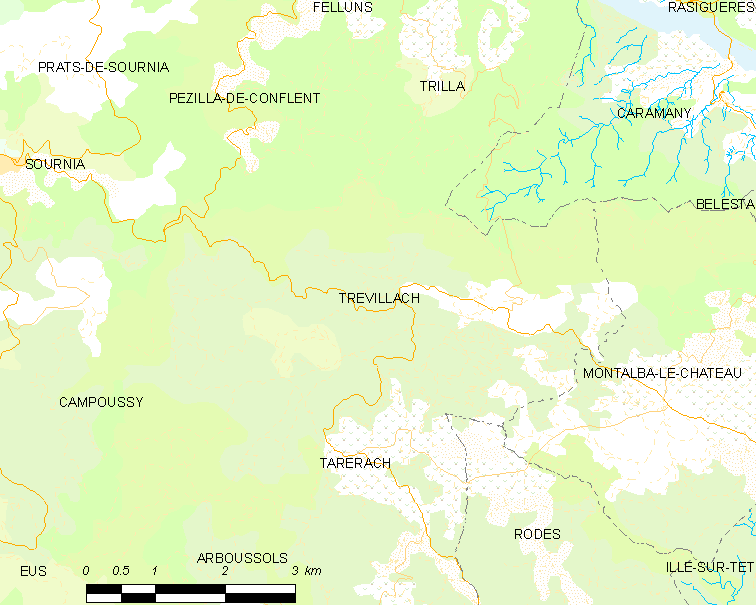
Mapa de la comuna de Trevillac

## Administració i política

### Alcaldes
| Alcalde              | Període     |
| -------------------- | ----------- |
|                      |             |
| Yves Bourreil        | 2001 - 2008 |
| Marie-Thérèse Pignol | 2008 -      |

## Serveis comunals mancomunats
Trevillac forma part de la Comunitat de comunes de Conflent - Canigó, amb capitalitat a Prada, juntament amb Prada, Arboçols, Campome, Campossí, Canavelles, Castell de Vernet, Catllà, Clarà i Villerac, Codalet, Conat, Cornellà de Conflent, Escaró, Espirà de Conflent, Estoer, Eus, Finestret, Fillols, Fontpedrosa, Fullà, Jóc, Jújols, Marqueixanes, els Masos, Mentet, Molig, Mosset, Noedes, Nyer, Oleta i Èvol, Orbanyà, Orellà, Pi de Conflent, Rià i Cirac, Rigardà, Saorra, Serdinyà, Soanyes, Sornià, Tarerac, Taurinyà, Toès i Entrevalls, Vallestàvia, Vallmanya, Vernet, Vilafranca de Conflent i Vinçà.

## Demografia
En un fogatjament del 1317 consten 47 focs amb Sequera, però el 1367 hi figuren només 7 focs. A mitjan segle xviii hi figuren 50 focs (el 1762) i el 1789 tenia 55 focs i el comú era regit per 2 diputats. El 1818 tenia 319 h, i 365 el 1834; des d'aleshores la tendència ha estat més aviat negativa, fins a arribar el seu punt més baix el 1999 amb només 76 h. des d'aquell any la tendència ha estat positiva, fins a arribar als 149 del 2015. (vegeu gràfic).

Població 1962-2008